# Стоїл-Войвода
Стої́л-Войво́да (болг. Стоил войвода) — село в Сливенській області Болгарії. Входить до складу общини Нова Загора.

## Населення
За даними перепису населення 2011 року у селі проживала 661 особа.
Національний склад населення села:
| Національність   | Кількість осіб | Відсоток |
| ---------------- | -------------- | -------- |
| болгари          | 283            | 66,6 %   |
| цигани           | 137            | 32,2 %   |
| не визначились   | 4              | 0,9 %    |
| Всього відповіли | 425            |          |

Розподіл населення за віком у 2011 році:
Динаміка населення: